# دهستان مورتان
دهستان مورتان نام دهستانی در بخش پارود شهرستان راسک، استان سیستان و بلوچستان در ایران است. 

## جمعیت
براساس سرشماری مرکز آمار ایران در سال ۱۳۹۵، جمعیت آن ۹۵۱۶ نفر (۲۸۱۲ خانوار) بوده‌است.